# Episodi di Eddie, il cane parlante (terza stagione)
La terza stagione della serie televisiva Eddie, il cane parlante è stata trasmessa in anteprima negli Stati Uniti d'America da Nickelodeon tra il 3 marzo 2002 e il 21 aprile 2002.
| nº | Titolo originale        | Titolo italiano | Prima TV USA   | Prima TV Italia |
| -- | ----------------------- | --------------- | -------------- | --------------- |
| 1  | Doggie Do Right         |                 | 3 marzo 2002   |                 |
| 2  | Fowl Deeds              |                 | 10 marzo 2002  |                 |
| 3  | Slap Shot               |                 | 17 marzo 2002  |                 |
| 4  | Dog Interrupted         |                 | 24 marzo 2002  |                 |
| 5  | Welcome to the Doghouse |                 | 31 marzo 2002  |                 |
| 6  | Teacher's Pet Peeve     |                 | 7 aprile 2002  |                 |
| 7  | Deep Blue Deed          |                 | 14 aprile 2002 |                 |
| 8  | Lost and Found          |                 | 21 aprile 2002 |                 |